# Bundesstraße 245a
Pour les articles homonymes, voir Route 245.
La Bundesstraße 245a est une Bundesstraße dans les Länder de Saxe-Anhalt et de Basse-Saxe.

## Géographie
La Bundesstraße 245a relie la B 245 à la Bundesautobahn 2.

## Histoire
Au moment du Troisième Reich, la Reichsstraße 245 allait de Halberstadt à Helmstedt. Cependant, comme la route traverse trois fois la frontière interallemande sur une très courte distance, la Fernstraße 245 en RDA est déplacée de Barneberg en direction de Haldensleben. Les deux courts tronçons ouest-allemands dans l'arrondissement de Helmstedt conservent le nom de Bundesstraße 245. Depuis la réunification allemande en 1990, le tronçon de Barneberg à Helmstedt s'appelle Bundesstraße 245a.

## Source
- (de) Cet article est partiellement ou en totalité issu de l’article de Wikipédia en allemand intitulé « Bundesstraße 245a » (voir la liste des auteurs).